# Autosticha nothriforme
Autosticha nothriforme is een vlinder uit de familie dominomotten (Autostichidae). De wetenschappelijke naam is voor het eerst geldig gepubliceerd in 1897 door Walsingham.
De soort komt voor in het Afrotropisch gebied.